# Gerbrunn
Gerbrunn – miejscowość i gmina w Niemczech, w kraju związkowym Bawaria, w rejencji Dolna Frankonia, w regionie Würzburg, w powiecie Würzburg. Leży około 3 km na wschód od centrum Würzburga, przy drodze B8 i linii kolejowej Monachium - Norymberga - Würzburg. W 2011 liczyła 6 480 mieszkańców.

## Demografia
| Rok  | Liczba mieszk. |
| ---- | -------------- |
| 1970 | 4037           |
| 1987 | 5791           |
| 2000 | 6180           |

## Współpraca
Miejscowości partnerskie:
- Černošice, Czechy
- Leśnica, Polska
- Mathieu, Francja
- Molsheim, Francja
- Themar, Turyngia